# وحدة توليد أكسجين مبردة
وحدة توليد الأكسجين المبردة هي منشأة صناعية تخلق الأكسجين الجزيئي بدرجة نقاء عالية نسبيًا. الأكسجين هو العنصر الأكثر شيوعًا على القشرة الأرضية وثاني أكثر الغازات الصناعية. يمكن الحصول على نقاء الأكسجين من خلال وحدة فصل الهواءالمبردة فقط. وقد ابتكر هذه العملية د.كارل فون ليند عام 1902.

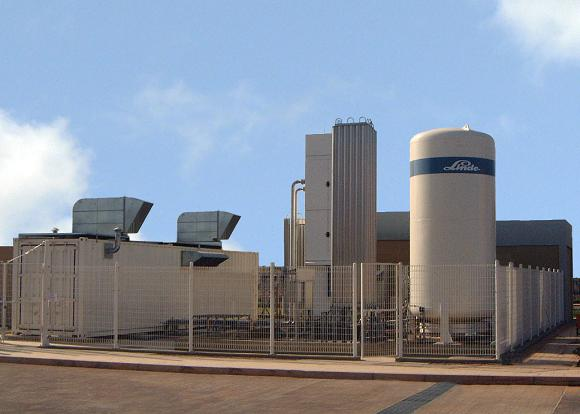
وحدة Lox 80 Oxygen التي أنشأتها شركة Linde CryoPlants المحدودة، بمعدل إنتاج 80Nm^{3}/ساعة

## الغرض

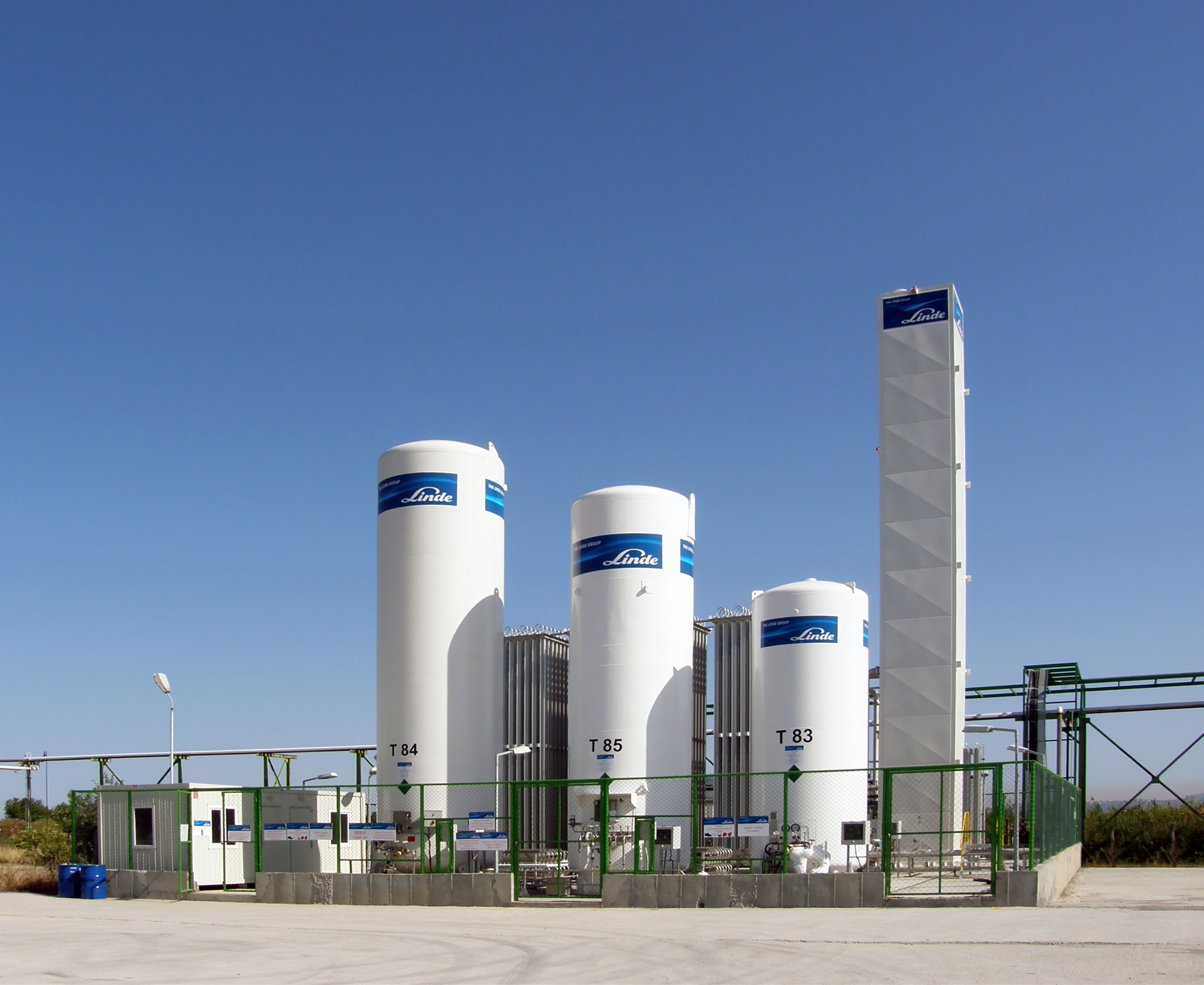
مصنع جان 800 بطاقة إنتاجية 800 متر مكعب في الساعة

تحقق وحدة فصل الهواء المبردة الحصول على أكسجين بنسبة نقاء تتجاوز 99.5%. الذي يمكن تخزينه كسائل وتعبئته في أسطوانات. ويمكن توزيع هذه الأسطوانات إلى العملاء في القطاع الطبي، أو اللحام، أو مختلطة بغازات أخرى واستخدامها كغاز تنفس عند الغوص.
يتراوح الإنتاج النموذجي من 50Nm3/ساعة ليصل إلى 860.000Nm3/ساعة. ومثال ذلك في معمل تكرير رأس لفان.

## الوحدات التي تتألف منها وحدة التوليد
تتألف وحدة توليد الأكسجين المبردة من:

### حاوية دافئة الطرف
- ضاغط
- مستقبل الهواء
- مبرد (مبادل حراري)
- مرشح قبلي
- وحدة تنقية الهواء (APU)

### صندوق بارد
- مبادل حراريأساسي
- غلّاية
- عمود تقطير
- توربين كبحي تمددي

### التخزين
- خزان الأكسجين السائل
- مبخر
- محطة تعبئة

## كيفية عمل المصنع

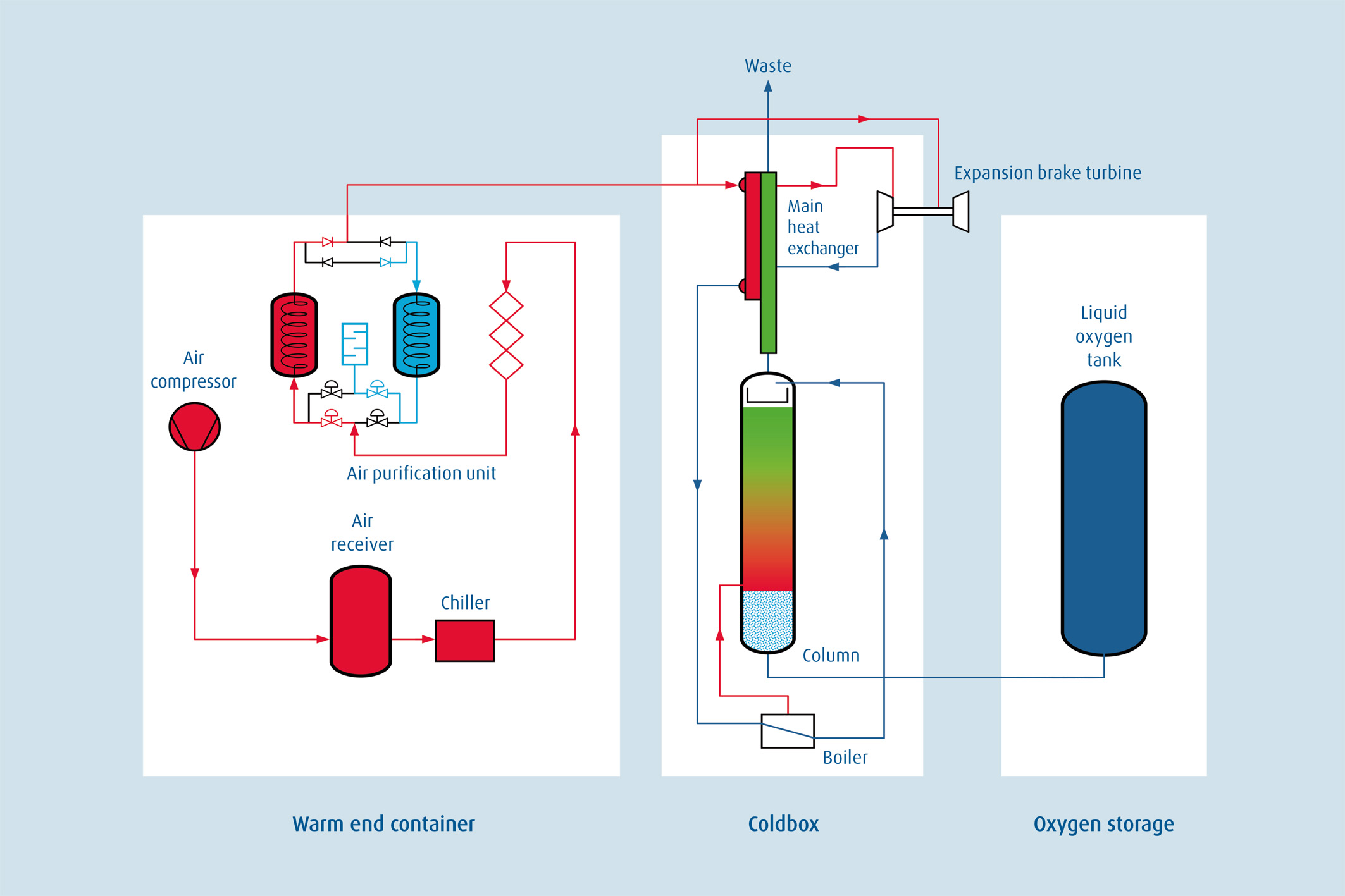
مخطط بياني وحدة LOX Plant بواسطة شركة Linde Cryoplants المحدودة.

### عملية تدفئة الطرف
يتم ترشيح هواء الغلاف الجوي وضغطه بواسطة ضاغط، والذي يوفر الضغط للمنتج لتقديمه للعميل. تعتمد كمية الهواء الذي يتم شفطه على مقدار احتياج العميل للأكسجين.
يقوم مستقبل الهواء بجمع السائل المكثَف ويقلل الهبوط في الضغط. يترك الهواء الجاف والمضغوط الهواء للمبرد المبادل الحراري عند درجة 10 مئوية.
لتنظيف هواء العملية بشكل أكبر، توجد مراحل مختلفة من الترشيح. أولها، إزالة المزيد من السائل المكثَف، ثم يعمل مرشح اندماج كمرشح تثاقلي، وآخرها جهاز امتزاز ممتلئ بالكربون النشط لإزالة بعض الهيدروكربونات.
آخر خطوة في الحاوية دافئة الطرف هي جهاز الامتزاز المتأرجح الحراري (TSA). تقوم وحدة تنقية الهواء بتنظيف هواء العملية المضغوط بإزالة أي بخار ماء متبقٍ، وثاني أكسيد الكربون والهيدروكربونات. وتضم هذه الوحدة اثنتين من الأوعية، والصمامات، ومفرغ للهواء للسماح بتحويل الأوعية. وبينما يكون واحد من فراش جهاز الامتزاز الحراري (TSA) قيد العمل، تتم إعادة توليد الثاني بواسطة تدفق نفايات الغاز الذي يتم صرفه إلى البيئة المحيطة من خلال كاتم للصوت.

### عملية الصندوق البارد
يدخل هواء العملية المبادل الحراري الأساسي في الصندوق البارد حيث يتم تبريده في تيار معاكس مع تيار نفايات الغاز. بعد ترك المبادل الحراري الأساسي يكون هواء العملية عند درجة ـ 112 مئوية وتتم إسالته جزئيًا. وتتم عملية الإسالة بالكامل من خلال تبخر الأكسجين السائل المبرد في الغلاية. بعد اجتياز صمام تحكم في النقاء، يدخل هواء العملية عند طرف عمود التقطير ويتدفق خلال مادة التعبئة.
يعود البخار الناتج من بخار الأكسجين الذي تم تبخيره في وعاء الغلاية إلى عمود التقطير. ويتصاعد خلال مادة تغليف العمود ويواجه التيار الهابط من هواء العملية السائل.
يفقد الهواء السائل الهابط في العمود النيتروجين. ويصبح غنيًا أكثر بالأكسجين ويُجمع عند قاعدة العمود كأكسجين سائل نقي. ويتدفق في الغلاية إلى صمام المنتج السائل في الصندوق البارد. يتحكم محلل أكسجين متصل في فتحة صمام المنتج السائل لنقل الأكسجين السائل النقي منخفض الضغط إلى الخزان.
يصبح بخار الأكسجين المتصاعد غنيًا بالنيتروجين والأرجون. ويترك العمود ويخرج من الصندوق البارد في درجة حرارة البيئة المحيطة من خلال المبادل الحراري الأساسي كنفايات غاز. توفر نفايات الغاز غاز التطهير لإعادة توليد وحدة TSA وللتبريد في توربين التبريد.
توفر التوربينات الموضوعة عند قاعدة الصندوق البارد التبريد للعملية. يتم تبريد تيار من الغاز عالي الضغط الآتي من المبادلات الحرارية الأساسية وتمديده إلى ضغط منخفض في التوربين. ويعود هذا الهواء البارد إلى تيار النفايات الآتي من المبادل الحراري لتطبيق التبريد. تظهر الطاقة المنبعثة من التوربين ثانية كحرارة في دائرة المكابح الهوائية مغلقة الدائرة للتوربين. وتتم إزالة هذه الحرارة في مبرد بالهواء بواسطة غاز النفايات من الصندوق البارد.

### عملية التخزين والتبخير
يتم ضغط السائل الآتي من الخزان إلى ضغط عالٍ في مضخة سائل مبردة. ويتم تبخيره بعد ذلك في مِبخَار الهواء المحيط لإنتاج الأكسجين الغازي. ويمكن بعد ذلك تمرير الغاز عالي الضغط في الأسطوانات من خلالمشعب الغاز أو ضخه في أنابيب المنتج الخاصة بالعملاء.

## التطبيقات
دعم *الأفران
- الغازات الطبية
- إنتاج الفلزات
- اللحام